# Eretmocerus adustiscutum
Eretmocerus adustiscutum is een vliesvleugelig insect uit de familie Aphelinidae. De wetenschappelijke naam is voor het eerst geldig gepubliceerd in 1996 door Krishnan & Vasantharaj David.